# 伊那電気鉄道
伊那電気鉄道（いなでんきてつどう）は、明治から昭和にかけて存在した日本の鉄道会社、電力会社である。本社は東京市麹町区丸ノ内1丁目にあった。長野県で開通した最初の私鉄で、鉄道路線は現在の東海旅客鉄道（JR東海）飯田線の前身の1つ。

## 歴史
木曽谷経由で建設された中央本線の誘致に失敗した伊那谷の有力者達は自力での鉄道建設を考え、1895年（明治28年）、上伊那郡伊那富村から下伊那郡飯田町へ至る約40マイルの電気軌道の敷設を請願した。この時国内電気軌道はまだ京都電気鉄道が唯一であったが、松本出身で東京在住の男爵、辻新次（初代社長）に鉄道建設の協力を依頼された高木守三郎が、大師電気鉄道発起人であったことであったことや、当時急成長を遂げていた諏訪地方の製糸工場への配電を目指して辻が初代社長に就任した諏訪電気株式会社（1896年電気事業許可、後信州電気、中部配電を経て中部電力）と配電契約を結び、受電出来るようにしたことが要因とされている。
1897年2月に軌道特許状が下付されたものの、不況で株式募集は難航し、計画は一旦頓挫。中心人物であった伊原も死去した。1906年に伊原の三男、恒次が学業を終えて帰郷し九代目伊原五郎兵衛を襲名した上で発起人総会を開いて株式募集を再開。諏訪電気の関連会社として東京市京橋区新富町にあった同社本社内に1907年（明治40年）9月、伊那電車軌道株式会社が設立され、諏訪電気社長辻が社長に就任した。
最初の開業区間は1909年の辰野 - 松島（現・伊那松島）間で、軌道法による軌道（路面電車）規格であった。その後、資金を調達次第、路線の延伸工事が小刻みに繰返され、1911年に伊那町（現・伊那市）まで開通した。

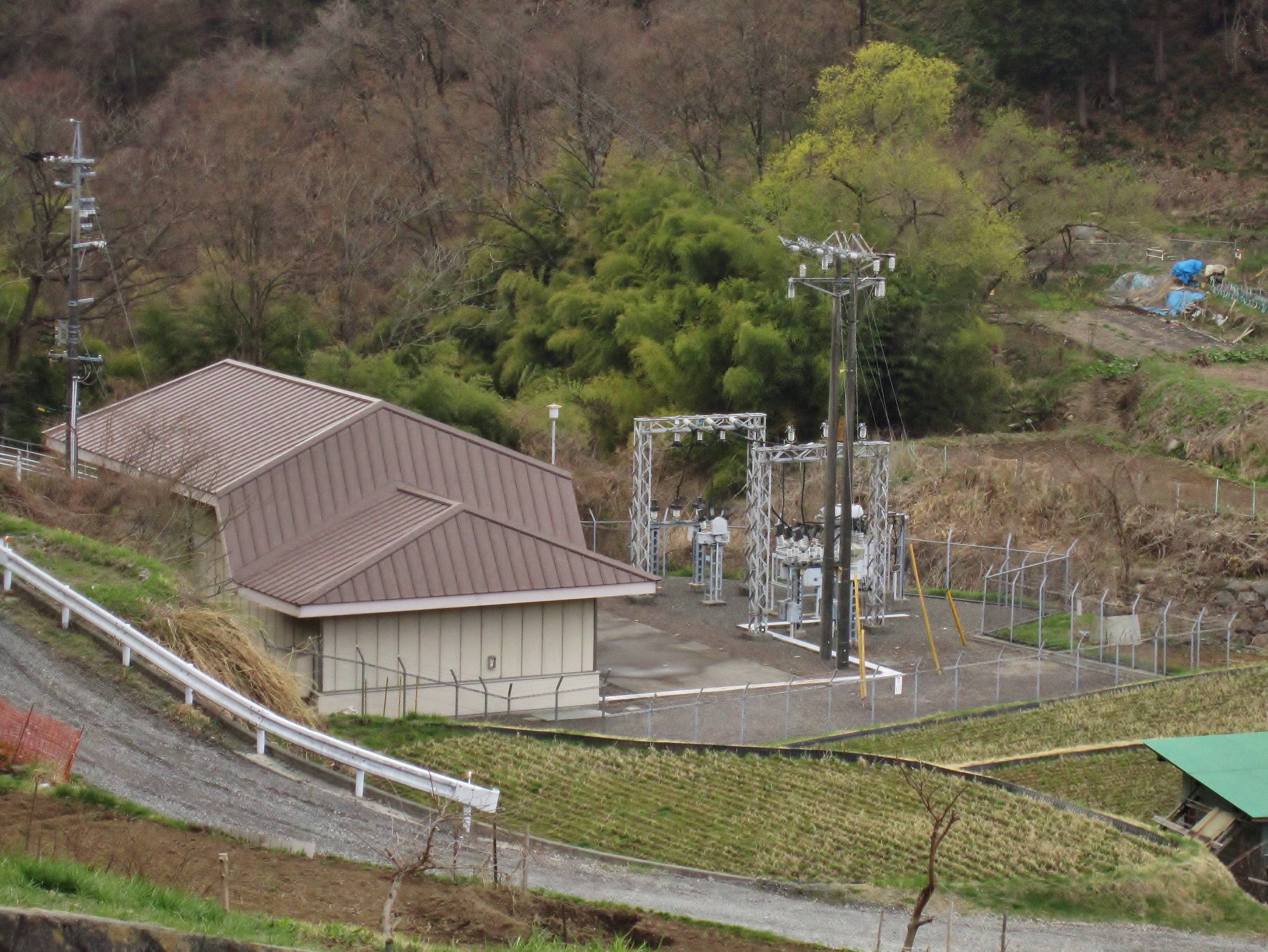
1914年開設の旧・伊那電車軌道砥川発電所（現・中部電力砥川発電所、諏訪郡下諏訪町）

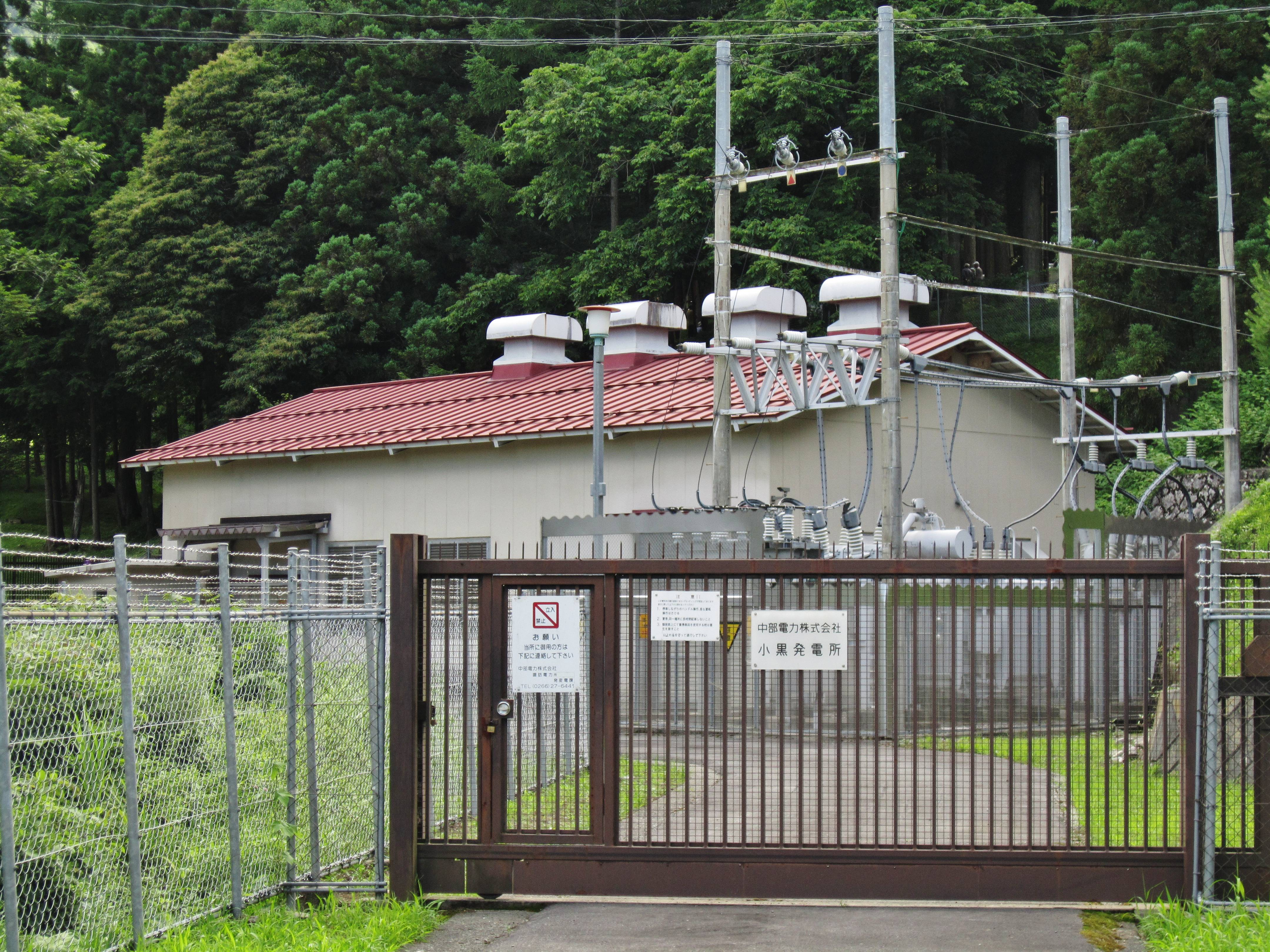
旧・長野電灯小黒発電所。1915年の同社買収で伊那電車軌道小黒発電所となった（現・中部電力小黒発電所、伊那市）

軌道の動力電気は、両社社長を兼任する辻の基で事実上一体経営が行われていた諏訪電気落合発電所（1900年運転開始、諏訪郡下諏訪町、現・中部電力落合発電所）からの送電線で受電していたが、諏訪郡内では電力需要の急伸に諏訪電気の発電能力の整備が追付かず、郡内の配電申し込みに満足に応じられない慢性的な需給逼迫状態に陥っていたため、大口需要家である諏訪郡内の製糸業界は、郡内に直接関係を持たない事業を始めた関連会社経営に強く関わり、需給状態が改善出来ないまま郡外に送電を続ける諏訪電気に対し、強い不信感を抱くようになった。
ついに1912年、諏訪郡内の製糸業界が中心となり、諏訪電気配電区域内の工場に対する安定的な配電を掲げた別の電力会社設立が計画され、逓信大臣に電気供給事業経営許可を申請した。ここに至って諏訪電気は、辻を諏訪電気社長から退任させて伊那電車軌道の経営を自社から分離することを決定、伊那電車軌道に伊那地方での一般電気供給事業を行わせることにした。
伊那電車軌道は同年10月に電気事業許可を受ける一方、諏訪電気は下諏訪町砥川の水利権を伊那電車軌道に譲渡。諏訪電気落合発電所放水路の水を再利用する伊那電車軌道自前の発電所（砥川発電所、1914年運転開始、出力350kW）を整備させるのと引き替えに、伊那電車軌道への配電契約を打ち切った。伊那電車軌道は同年から上伊那郡中箕輪村の2地区に配電を開始したのを皮切りに、1915年に長野電灯伊那支社、1918年に飯田電灯（下伊那郡飯田町）を買収するなどして、既に諏訪電気の配電が行われていた上伊那郡伊那富村等の一部を除く伊那地方で配電区域を順次拡大した。
1919年に社名を伊那電気鉄道株式会社に改称。1923年には、全線が軌道から地方鉄道法による鉄道規格に変更し、架線電圧を600Vから1,200Vに昇圧。1927年12月26日に天竜峡 - 辰野間が全通した。1937年、三信鉄道が全通すると、同鉄道を介して鳳来寺鉄道、豊川鉄道に乗入れ、吉田（豊橋駅） - 辰野間で4社直通運転を開始した。天竜峡以南は架線電圧が1,500Vであったため付随車のみの直通であったが、当時の日本最長の電化直通運転であった。
電力事業では、1935年に鉄道電気証券（下伊那郡根羽村）、1937年に高遠電灯（上伊那郡高遠町）、1938年に和田水力電気（下伊那郡遠山村）を買収し、伊那地方ほぼ全域と、鉄道電気証券から承継した愛知県北設楽郡上津具村・下津具村を配電区域とした。1937年12月現在の発電所数は8か所で、総発電量は1万1,210kW。砥川発電所を除き全て伊那地方にあった。1938年現在の電線路長は送電線が170.3km、配電線が2,039.5kmで、電灯需要家数は5万1516戸であった。
伊那電の電気供給事業開始前に諏訪電気の配電区域となっていた上伊那郡伊那富村、朝日村を除く伊那地方で伊那電の配電区域に入らなかったのは、村営電気による配電を行っていた上伊那郡中沢村、下伊那郡三穂村、及び電気生産組合による配電を行っていた同郡竜丘村の他、神稲電気（1917年買収）を引き継いだ伊那電が幹線道路沿い以外の配電申込に応じなかったことに反発し、村内全世帯が伊那電電気供給を数年に渡って完全に絶つ激しい村民運動を展開し、1925年の全村一斉点灯と1933年の村営化を果たした下伊那郡上郷村の4村のみであった。
1941年の配電統制令に基づき、1942年4月1日、元の諏訪電気である信州電気と中部合同電気（岐阜県）の両社が設立した中部配電（名古屋市）に電気供給事業の全資産設備を譲り渡した。残る鉄道事業についても、1943年（昭和18年）8月1日に戦時買収で国有化（飯田線）されたため、全事業を失った伊那電気鉄道は解散した。

### 年表
- 1897年（明治30年）2月27日 - 軌道特許状下付（上伊那郡伊那富村-下伊奈郡飯田町間）[10]
- 1907年（明治40年）9月30日 - 伊那電車軌道株式会社設立（本社東京市京橋区築地）[10][11]。
- 1907年（明治40年）10月27日 - 第1期線として辰野-伊那町間、約11マイルの線路実測及び発電所の測量を開始[12]
- 1908年（明治41年）11月 - 用地買収並びに軌道工事に着手[12]
- 1909年（明治42年）12月28日 - 辰野-松島間開業。[12]
- 1911年（明治44年）2月22日 - 松島-木下間開業。[12]
- 1911年（明治44年）11月3日 - 木下-御園間開業。[12]
- 1912年（明治45年）5月11日 - 松島-伊那町間開業。[12]
- 1912年（明治45年）6月12日 - 軽便鉄道指定（上伊那郡伊奈町-下伊那郡飯田町間）[13]。
- 1913年（大正2年）7月20日 - 荷物運搬開始（辰野-伊那町間 1トン95銭）[12]
- 1913年（大正2年）12月27日 - 運輸営業開始（伊奈町 - 宮田間）[14]。
- 1913年（大正2年）12月28日 - 諏訪郡下諏訪町に砥川発電所竣工、翌1914年運転開始[12]
- 1914年（大正3年）1月1日 - 中箕輪町松島、木下両区に電灯電力供給事業を開始[12]
- 1914年（大正3年）10月31日 - 運輸営業開始（宮田 - 赤穂間）[15]。
- 1914年（大正3年）12月26日 - 運輸営業開始（赤穂 - 伊那福岡間）[16]。
- 1915年（大正4年）6月24日 - 運輸営業開始（伊那福岡 - 伊那福岡終点間）[17]
- 1916年（大正5年）11月21日 - 中央本線・辰野駅に乗り入れ開始。
- 1917年（大正6年）5月26日 - 駒場水力電気[18]と神稲電気[19]を買収[20]。
- 1918年（大正7年）2月11日 - 運輸営業開始（伊那福岡終点 - 飯島間）、伊那福岡終点廃止[21]。
- 1918年（大正7年）4月 - 飯田電灯[22]と合併仮契約（9月合併終了[20]）
- 1918年（大正7年）7月23日 - 運輸営業開始（飯島 - 七久保間）[23]。
- 1918年（大正7年）12月12日 - 運輸営業開始（七久保 - 高遠原間）[24]。
- 1919年（大正8年）5月21日 - 鉄道免許状下付（上伊那郡伊那富村-同郡伊奈町間）[25]。
- 1919年（大正8年）8月20日 - 伊那電気鉄道に改称[20]。
- 1919年（大正8年）11月25日 - 長野県から30万6,000円の補助を受け、辰野-伊那町間の大改修を実施[12]
- 1920年（大正9年）11月22日 - 運輸営業開始（高遠原 - 上片桐間）[26]。
- 1921年（大正10年）6月 - 辰野 - 松島間の線路付け替え工事に着手[12]
- 1922年（大正11年）7月13日 - 運輸営業開始（上片桐 - 伊那大島間）[27]。
- 1922年（大正11年）10月7日 - 諏訪電気鉄道に対し鉄道免許状下付（諏訪郡平野村-同郡湖南村間、諏訪郡平野村-同郡宮川村間）[28]。
- 1923年（大正12年）1月15日 - 運輸営業開始（伊那大島 - 山吹間）[29]。
- 1923年（大正12年）2月12日 - 飯田電気鉄道に対し鉄道免許状下付（下伊那郡上飯田村-同郡下川路村間）[30]。
- 1923年（大正12年）3月13日 - 運輸営業開始（山吹 - 市田間）[31]。
- 1923年（大正12年）3月16日 - 辰野 - 松島間の線路付け替え。地方鉄道へ転換[32]。
- 1923年（大正12年）3月18日 - 運輸営業開始（市田 - 元善光寺間）[33]。
- 1923年（大正12年）8月3日 - 運輸営業開始（元善光寺 - 飯田間）[34]。
- 1923年（大正12年）12月1日 - 運輸営業開始（伊那松島 - 伊奈町間）[35]。
- 1923年（大正12年）12月26日 - 軌道特許失効（上伊那郡伊那富村-同郡伊奈町間 営業廃止）[36]。
- 1924年（大正13年）7月23日 - 飯田電気鉄道所属の鉄道敷設権譲受（許可）[37]。
- 1926年（大正15年）12月17日 - 運輸営業開始（飯田 - 伊那八幡間）[38]。
- 1927年（昭和2年）2月5日 - 運輸営業開始（伊那八幡 - 毛賀間）[39]。
- 1927年（昭和2年）4月8日 - 運輸営業開始（毛賀 - 駄科間）[40]。
- 1927年（昭和2年）6月29日 - 諏訪電気鉄道を合併[41]。
- 1927年（昭和2年）11月16日 - 乗合自動車営業認可（飯田駅- 桜町駅間）翌年営業開始。
- 1927年（昭和2年）12月26日 - 運輸営業開始（駄科 - 天龍峡間）全通開業[42]。
- 1928年（昭和3年）5月7日 - 鉄道免許失効（諏訪郡上諏訪町-同郡湖南村間、同郡平野村-同郡宮川村間 指定ノ期限内ニ工事施工認可申請を為ササルタメ）[43]。
- 1934年（昭和9年）7月21日 - 中央自動車を買収
- 1934年（昭和9年）8月21日 - 鉄道免許取消（諏訪郡平野村岡谷-同郡上諏訪町間 指定ノ期限マテニ工事竣工セサルタメ）[44]。
- 1935年（昭和10年）7月1日 - 阿島自動車を買収
- 1941年（昭和16年）1月18日 - 国有化が閣議決定。
- 1941年（昭和16年）4月1日 - 乗合自動車部門を大平自動車[45]（信南交通の前身の一つ）に譲渡
- 1942年（昭和17年）4月1日 - 配電事業を戦時統合により中部配電（中部電力の前身）に譲渡[46]。
- 1943年（昭和18年）8月1日 - 全区間が国有化[47]。伊那電気鉄道は解散。

## 鉄道事業

### 当時の運行形態
時代よっても変わるが、概ね1時間1本で1日20往復から23往復の列車が走った。各停の普通列車のみで、原則として辰野 - 天竜峡間の各駅に停車した。また日中はパターンダイヤ化されており利用しやすいように工夫も成され、1937年（昭和12年）に三信鉄道が全通すると、1日7往復の列車が豊橋駅に乗り入れ、三遠南信間の都市間輸送の一翼を担った。

### 駅一覧
- 全駅長野県に所在[48]。
- 1937年（昭和12年）10月1日現在[48]。

凡例
種別 … （無印）：停車場、留：停留場
| 種別 | 駅名       | 駅間 キロ | 営業 キロ | 接続路線         | 所在地      | 所在地   |
| ---- | ---------- | --------- | --------- | ---------------- | ----------- | -------- |
|      | 辰野駅     | -         | 0.0       | 鉄道省：中央本線 | 上 伊 那 郡 | 伊那富村 |
|      | 西町駅     | 0.4       | 0.4       |                  | 上 伊 那 郡 | 伊那富村 |
| 留   | 宮木駅     | 0.7       | 1.1       |                  | 上 伊 那 郡 | 伊那富村 |
| 留   | 南新町駅   | 1.2       | 2.3       |                  | 上 伊 那 郡 | 伊那富村 |
|      | 羽場駅     | 1.8       | 4.1       |                  | 上 伊 那 郡 | 伊那富村 |
|      | 沢駅       | 1.9       | 6.0       |                  | 上 伊 那 郡 | 中箕輪村 |
|      | 伊那松島駅 | 2.6       | 8.6       |                  | 上 伊 那 郡 | 中箕輪村 |
|      | 木ノ下駅   | 1.5       | 10.1      |                  | 上 伊 那 郡 | 中箕輪村 |
|      | 北殿駅     | 2.4       | 12.5      |                  | 上 伊 那 郡 | 南箕輪村 |
|      | 田畑駅     | 2.2       | 14.7      |                  | 上 伊 那 郡 | 南箕輪村 |
|      | 伊那北駅   | 2.1       | 16.8      |                  | 上 伊 那 郡 | 伊那町   |
| 留   | 入舟駅     | 0.5       | 17.3      |                  | 上 伊 那 郡 | 伊那町   |
|      | 伊那町駅   | 0.4       | 17.7      |                  | 上 伊 那 郡 | 伊那町   |
|      | 下島駅     | 3.5       | 21.2      |                  | 上 伊 那 郡 | 西春近村 |
|      | 沢渡駅     | 1.1       | 22.3      |                  | 上 伊 那 郡 | 西春近村 |
|      | 赤木駅     | 2.2       | 24.5      |                  | 上 伊 那 郡 | 西春近村 |
|      | 宮田駅     | 2.1       | 26.6      |                  | 上 伊 那 郡 | 宮田村   |
| 留   | 大田切駅   | 2.1       | 28.7      |                  | 上 伊 那 郡 | 赤穂村   |
|      | 赤穂駅     | 1.5       | 30.2      |                  | 上 伊 那 郡 | 赤穂村   |
| 留   | 小町屋駅   | 1.1       | 31.3      |                  | 上 伊 那 郡 | 赤穂村   |
|      | 伊那福岡駅 | 1.5       | 32.8      |                  | 上 伊 那 郡 | 赤穂村   |
| 留   | 田切駅     | 2.7       | 35.5      |                  | 上 伊 那 郡 | 飯島村   |
| 留   | 伊那赤坂駅 | 1.2       | 36.7      |                  | 上 伊 那 郡 | 飯島村   |
|      | 飯島駅     | 1.2       | 37.9      |                  | 上 伊 那 郡 | 飯島村   |
|      | 伊那本郷駅 | 2.7       | 40.6      |                  | 上 伊 那 郡 | 飯島村   |
|      | 七久保駅   | 2.9       | 43.5      |                  | 上 伊 那 郡 | 七久保村 |
| 留   | 高遠原駅   | 1.5       | 45.0      |                  | 上 伊 那 郡 | 七久保村 |
| 留   | 伊那田島駅 | 2.5       | 47.5      |                  | 上 伊 那 郡 | 片桐村   |
|      | 上片桐駅   | 1.3       | 48.8      |                  | 上 伊 那 郡 | 上片桐村 |
|      | 伊那大島駅 | 3.9       | 52.7      |                  | 下 伊 那 郡 | 大島村   |
|      | 山吹駅     | 2.6       | 55.3      |                  | 下 伊 那 郡 | 山吹村   |
| 留   | 下平駅     | 1.0       | 56.3      |                  | 下 伊 那 郡 | 山吹村   |
|      | 市田駅     | 2.7       | 59.0      |                  | 下 伊 那 郡 | 市田村   |
| 留   | 下市田駅   | 1.2       | 60.2      |                  | 下 伊 那 郡 | 市田村   |
|      | 元善光寺駅 | 1.8       | 62.0      |                  | 下 伊 那 郡 | 座光寺村 |
|      | 伊那上郷駅 | 2.7       | 64.7      |                  | 下 伊 那 郡 | 上郷村   |
| 留   | 桜町駅     | 1.0       | 65.7      |                  | 下 伊 那 郡 | 飯田町   |
|      | 飯田駅     | 0.8       | 66.5      |                  | 下 伊 那 郡 | 上飯田町 |
| 留   | 切石駅     | 1.6       | 68.1      |                  | 下 伊 那 郡 | 鼎村     |
|      | 鼎駅       | 1.9       | 70.0      |                  | 下 伊 那 郡 | 鼎村     |
| 留   | 下山村駅   | 1.1       | 71.1      |                  | 下 伊 那 郡 | 鼎村     |
|      | 伊那八幡駅 | 1.1       | 72.2      |                  | 下 伊 那 郡 | 松尾村   |
|      | 毛賀駅     | 1.1       | 73.3      |                  | 下 伊 那 郡 | 松尾村   |
|      | 駄科駅     | 1.4       | 74.7      |                  | 下 伊 那 郡 | 竜丘村   |
|      | 時又駅     | 1.8       | 76.5      |                  | 下 伊 那 郡 | 竜丘村   |
| 留   | 開善寺前駅 | 1.0       | 77.5      |                  | 下 伊 那 郡 | 川路村   |
|      | 伊那川路駅 | 0.9       | 78.4      |                  | 下 伊 那 郡 | 川路村   |
|      | 天竜峡駅   | 1.4       | 79.8      | 三信鉄道         | 下 伊 那 郡 | 川路村   |

伊那北 - 田畑間に神子柴駅、伊那町 - 下島間に小黒駅、下島 - 沢渡間に唐木駅、沢渡 - 赤木間に音徳寺坂駅があったが、1923年に廃止された（いずれも停留場）。また宮田 - 大田切間にも駒ヶ原駅（停留場）があったが、1918年に廃止された。

#### 軌道時代の停留場（1923年）
辰野 - 松島間が軌道から鉄道に変更される直前（1923年3月15日）の辰野 - 伊那町間の停留場一覧。〈停留場名〉は変更時に廃止された。
辰野 - 西町 - 〈宮木〉 - 〈新町〉 - 〈南新町〉 - 〈神戸下〉 - 羽場 - 〈沢〉 - 〈大出〉 - 〈追分〉 - 松島 - 木ノ下 - 〈久保〉 - 〈塩ノ井〉 - 北殿 - 〈南殿〉 - 〈田畑〉 - 神小柴 - 〈御園〉 - 〈山寺〉 - 伊那北 - 入舟 - 伊那町

### 車両

#### 昇圧前
伊那電気鉄道は、当初軌道として発足したことから、開業からしばらくは路面電車タイプの2軸（4輪）単車が使用された。延べで2軸電動客車14両、ボギー電動客車3両、2軸付随客車5両、2軸電動貨車6両の計28両である。

#### 昇圧後
買収・国有化時の所属車を示す。電気機関車は3形式9両、電車は11形式28両が国有鉄道籍となった。これらは、買収後も私鉄時代の形式番号のまま使用されたが、電気機関車は1952年（昭和27年）に、電車は1953年（昭和28年）に国鉄形式を付与された。
電装品は基本的にゼネラル・エレクトリック社系で、電車・電気機関車共に同社の日本における提携先である芝浦製作所の製品が多用されていた。

##### 電気機関車
小型のデキ1形と中型のデキ10形、デキ20形があり、いずれも重連総括制御が可能であった。
- デキ1形 (1 - 6) →国鉄ED31形
- デキ10形 (10) →国鉄ED32形
- デキ20形 （20・21） →国鉄ED33形→ED26形（2代）

##### 電車
電動車は昇圧時に用意されたもので、一部は自社の伊那松島工場で製造している。付随車は制御回路の引き通しを設けない「後付付随車」といわれるもので、常に電動車の牽引により運転される。一部は600V時代の電動車の電装を解除したものである。鋼製車はデ120形とサ400形の2形式10両のみで、残りはすべて木造車である。
- デ100形（デハ100 - 102）→国鉄モハ1900形、クハ5910形
- デ110形（デハ110, 111）→国鉄モハ1910形、クハ5920形
- デ120形（デハ120 - 124）→国鉄モハ1920形
- デ200形（デハ200 - 204）
- サ100形（サハユニフ100 - 102）→国鉄サエ9320形 ※旧サロハユニフ100 - 102
- サ110形（サハユニフ110）→国鉄サエ9330形→サエ9320形 ※旧サハフ312
- サ200形（サハニフ200） ※旧サロハフ200
- サ210形（サハニフ210） ※旧サハフ301
- サ220形（サハニフ220） ※旧サハフ300
- サ310形（サハフ310, 311） ※旧サハフ302,303
- サ400形（サハニフ400 - 404）→国鉄クハ5900形、サハニ7900形

#### 車両数の変遷
|      | 軌道線 | 軌道線 | 軌道線 | 軌道線 | 鉄道線 | 鉄道線 | 鉄道線 | 鉄道線 | 鉄道線 | 鉄道線 |
| 年度 | 電車   | 貨車   | 貨車   | 貨車   | 機関車 | 電車   | 貨車   | 貨車   | 貨車   | 備考   |
| 年度 | 電車   | 有蓋   | 無蓋   | 計     | 機関車 | 電車   | 有蓋   | 無蓋   | 計     | 備考   |
| ---- | ------ | ------ | ------ | ------ | ------ | ------ | ------ | ------ | ------ | ------ |
| 1910 | 4      | 0      | 2      | 2      |        |        |        |        |        |        |
| 1911 | 4      | 0      | 2      | 2      |        |        |        |        |        |        |
| 1912 | 8      | 3      | 8      | 11     |        |        |        |        |        |        |
| 1913 | 8      | 9      | 8      | 17     |        |        |        |        |        |        |
| 1914 | 11     | 18     | 8      | 26     |        | 11     | 18     | 8      | 26     | 電貨5  |
| 1915 | 12     | 18     | 8      | 26     |        | 11     | 18     | 8      | 26     | 電貨5  |
| 1916 | 11     | 18     | 13     | 31     |        | 11     | 18     | 13     | 31     | 電貨5  |
| 1917 | 14     | 18     | 20     | 38     |        | 14     | 18     | 20     | 38     | 電貨5  |
| 1918 | 14     | 27     | 20     | 47     |        | 14     | 27     | 20     | 47     | 電貨6  |
| 1919 | 14     | 40     | 22     | 62     |        | 16     | 40     | 20     | 60     | 電貨6  |
| 1920 | 17     | 42     | 20     | 62     |        | 19     | 40     | 20     | 60     | 電貨6  |
| 1921 | 17     | 62     | 0      | 62     |        | 19     | 40     | 20     | 60     |        |
| 1922 | 17     | 62     | 0      | 62     |        | 19     | 40     | 20     | 60     | 電貨6  |
| 1923 | 17     | 42     | 20     | 62     | 6      | 19     | 40     | 20     | 60     | 電貨6  |
| 1924 |        |        |        |        | 6      | 30     | 65     | 20     | 85     |        |
| 1925 |        |        |        |        | 6      | 22     | 67     | 20     | 87     |        |
| 1926 |        |        |        |        | 6      | 19     | 39     | 2      | 41     |        |
| 1927 |        |        |        |        | 7      | 24     | 39     | 2      | 41     |        |
| 1928 |        |        |        |        | 7      | 24     | 39     | 2      | 41     |        |
| 1929 |        |        |        |        | 9      | 29     | 39     | 2      | 41     |        |
| 1930 |        |        |        |        | 9      | 29     | 39     | 2      | 41     |        |
| 1931 |        |        |        |        | 9      | 29     | 39     | 2      | 41     |        |
| 1932 |        |        |        |        | 9      | 29     | 34     | 7      | 41     |        |
| 1933 |        |        |        |        | 9      | 29     | 34     | 7      | 41     |        |
| 1934 |        |        |        |        | 9      | 29     | 31     | 10     | 41     |        |
| 1935 |        |        |        |        | 9      | 29     | 21     | 20     | 41     |        |
| 1936 |        |        |        |        | 2      | 29     | 19     | 22     | 41     |        |
| 1937 |        |        |        |        | 9      | 29     | 19     | 22     | 41     |        |

- 鉄道院年報、鉄道院鉄道統計資料、鉄道省鉄道統計資料、鉄道統計資料、鉄道統計各年度版
- 軌道線と鉄道線に重複計上
- 備考 電貨（電動貨物車）は鉄道線、貨車、有蓋に含まれる

## 電気供給事業

### 発電所一覧
伊那電気鉄道が運転していた水力発電所は以下の通りである。1942年4月1日現在の全稼働発電所は同日付で中部配電株式会社へ出資（譲渡）された。
| 発電所名   | 出力 (kW)           | 所在地・河川名                 | 運転開始                 | 備考                                                                          |
| ---------- | ------------------- | ------------------------------ | ------------------------ | ----------------------------------------------------------------------------- |
| 砥川       | 350→450             | 諏訪郡下諏訪町（砥川）         | 1914年1月                | 現・中部電力砥川発電所                                                        |
| 横川       | 20                  | 上伊那郡川島村（横川川）       | 不明                     | 1926年7月、川島電気より譲受 1936年6月廃止許可                                 |
| 小黒       | 225→270→675         | 上伊那郡伊那町（小黒川）       | 不明                     | 1915年10月、長野電灯より譲受 現・中部電力小黒発電所                           |
| 戸台       | 430                 | 上伊那郡美和村（小黒川）       | 不明                     | 旧・高遠電灯小黒川発電所 1937年12月、高遠電灯より譲受 現・中部電力戸台発電所  |
| 太田切     | 1400                | 上伊那郡宮田村（太田切川ほか） | 1921年4月                | のち中部電力太田切発電所 現・中部電力新太田切発電所                           |
| 虻川       | 50                  | 下伊那郡神稲村（虻川）         | 不明                     | 1917年5月、神稲電気より譲受 1935年4月廃止許可                                 |
| 阿知川第一 | 30→35               | 下伊那郡会地村（阿知川）       | 不明                     | 旧・駒場水力電気駒場発電所 1917年5月、駒場水力電気より譲受 1936年10月廃止許可 |
| 松川第一   | 370→540→270         | 下伊那郡上飯田村（松川）       | 不明                     | 1918年9月、飯田電灯より譲受 1931年8月廃止許可                                 |
| 松川第二   | 256                 | 下伊那郡上飯田村（松川）       | 1919年8月                | 1931年8月廃止許可                                                             |
| 松川第三   | 520→1040            | 下伊那郡上飯田村（松川）       | 1924年10月               | 現・中部電力松川第三発電所                                                    |
| 松川第四   | 1800→1830→1860→2400 | 下伊那郡上飯田村（松川）       | 1930年12月               | 現・中部電力松川第四発電所                                                    |
| 足浮川     | 14                  | 下伊那郡河野村（足浮川）       | 不明                     | 1931年1月、自家用譲受 1936年6月廃止許可                                       |
| 檜原川     | 46                  | 下伊那郡根羽村（檜原川）       | 不明                     | 1935年6月、鉄道電気証券より譲受 （1946年廃止）                                |
| 阿知川第二 | 5320                | 下伊那郡会地村（阿知川）       | （1937年10月仮使用認可） | 1938年4月、中央水力へ譲渡 現・中部電力駒場発電所                              |
| 池口川     | 46                  | 下伊那郡和田村（池口川）       | 不明                     | 1938年8月、和田水力電気より譲受 （1946年廃止）                                |

## 輸送・収支実績
| 年度 | 輸送人員（人） | 貨物量（トン） | 営業収入（円） | 営業費（円） | 営業益金（円） | その他益金（円）                         | その他損金（円）                | 支払利子（円） |
| ---- | -------------- | -------------- | -------------- | ------------ | -------------- | ---------------------------------------- | ------------------------------- | -------------- |
| 1910 | 166,543        | 289            | 21,749         | 22,347       | ▲ 598          | 利子 1,795                               |                                 |                |
| 1911 | 199,932        | 7,196          | 30,700         | 20,765       | 9,935          | 利子 1,951                               |                                 |                |
| 1912 | 325,462        | 35,897         | 80,832         | 35,165       | 45,667         | 利子 502                                 |                                 |                |
| 1913 | 310,417        | 32,563         | 97,244         | 42,674       | 54,570         | 利子 1,648                               |                                 |                |
| 1914 | 296,929        | 20,408         | 90,598         | 51,587       | 39,011         | 電気供給 8,488 利子151                   | 電気供給 2,338                  | 35             |
| 1915 | 239,109        | 20,504         | 87,539         | 36,479       | 51,060         | 電気供給 104,664 県補助金 6,500 利子 370 | 電気供給 66,703                 | 13             |
| 1916 | 376,049        | 26,597         | 110,322        | 49,042       | 61,280         | 161,098                                  | 73,429                          | 19,238         |
| 1917 | 723,898        | 58,440         | 133,075        | 67,849       | 65,226         | 電気供給軽便鉄道 279,893                 | 139,284                         | 27,270         |
| 1918 | 971,759        | 68,968         | 156,752        | 77,857       | 78,895         | 524,357                                  | 314,292                         | 36,382         |
| 1919 | 485,489        | 34,508         | 201,537        | 101,365      | 100,172        | 806,443                                  | 548,062                         |                |
| 1920 | 574,615        | 30,881         | 236,360        | 136,326      | 100,034        | 他事業 1,024,404 新株募集超過金 497,407  | 652,045                         |                |
| 1921 | 557,629        | 32,340         | 255,716        | 148,147      | 107,569        |                                          |                                 |                |
| 1922 | 568,493        | 34,768         | 274,945        | 140,566      | 134,379        |                                          |                                 |                |
| 1923 | 396,236        | 17,636         | 191,733        | 103,336      | 88,397         | 他事業 1,808,479 県補助金 188,538        | 他事業 1,121,571 償却金 173,165 | 21,942         |

| 年度 | 輸送人員（人） | 貨物量（トン） | 営業収入（円） | 営業費（円） | 営業益金（円） | その他益金（円）                              | その他損金（円）                      | 支払利子（円） | 政府補助金（円） |
| ---- | -------------- | -------------- | -------------- | ------------ | -------------- | --------------------------------------------- | ------------------------------------- | -------------- | ---------------- |
| 1914 | 143,581        | 9,248          | 46,730         | 8,578        | 38,152         |                                               |                                       |                |                  |
| 1915 | 239,109        | 18,846         | 72,453         | 21,670       | 50,783         |                                               |                                       |                |                  |
| 1916 | 279,132        | 23,344         | 90,965         | 32,077       | 58,888         |                                               |                                       |                |                  |
| 1917 | 723,898        | 58,440         | 115,131        | 47,624       | 67,507         |                                               |                                       |                |                  |
| 1918 | 971,759        | 68,968         | 178,121        | 83,983       | 94,138         | 受取利息 438                                  | 建設費償却金 1,000                    | 43,855         |                  |
| 1919 | 1,019,010      | 80,708         | 291,544        | 141,268      | 150,276        | 軌道電力 145,998                              |                                       | 37,461         |                  |
| 1920 | 939,495        | 67,428         | 356,462        | 207,244      | 149,218        | 新株額面超課金 497,407 軌道及電灯電力 323,176 |                                       |                |                  |
| 1921 | 1,163,650      | 83,772         | 456,735        | 261,041      | 195,694        |                                               |                                       |                |                  |
| 1922 | 1,327,629      | 94,627         | 564,650        | 252,141      | 312,509        |                                               |                                       |                |                  |
| 1923 | 1,980,987      | 90,247         | 803,840        | 343,646      | 460,194        | 電気業その他 1,574,234                        | 電気業その他 702,782                  | 200,420        |                  |
| 1924 | 2,571,903      | 151,653        | 1,472,159      | 509,889      | 962,270        | 電灯業 509,831                                | 雑損 37,050                           | 383,789        | 14,846           |
| 1925 | 2,527,639      | 171,822        | 1,469,768      | 607,179      | 862,589        | 電灯電力供給 686,492                          | 雑損 36,388                           | 394,498        |                  |
| 1926 | 2,595,577      | 194,078        | 1,686,630      | 619,363      | 1,067,267      | 電気 693,867                                  | 雑損 35,150                           | 455,428        |                  |
| 1927 | 3,035,602      | 229,759        | 1,822,527      | 625,127      | 1,197,400      | 電気 680,312                                  | 社債差損その他 74,125                 | 522,583        |                  |
| 1928 | 3,652,773      | 261,174        | 2,128,301      | 737,576      | 1,390,725      | 電灯及自動車業 574,300                        | 社債差損金 74,114                     | 680,111        |                  |
| 1929 | 3,638,597      | 209,061        | 1,963,812      | 699,696      | 1,264,116      | 電灯電力供給 634,475                          | 償却金 31,264                         | 715,365        |                  |
| 1930 | 3,068,858      | 159,952        | 1,652,926      | 660,674      | 992,252        | 電気自動車業 465,775                          | 償却金 49,756                         | 651,454        |                  |
| 1931 | 2,470,910      | 120,015        | 1,261,998      | 515,837      | 746,161        | 自動車及電気業 365,627                        | 償却金 91,687 雑損 61,052             | 684,142        |                  |
| 1932 | 2,068,984      | 110,370        | 1,043,522      | 513,374      | 530,148        | 自動車及電気業 344,437                        | 社債差損金 61,470 雑損償却金 1,846156 | 694,902        |                  |
| 1933 | 2,078,999      | 140,041        | 1,099,298      | 496,203      | 603,095        | 自動車電灯電力 417,534                        | 雑損償却金 103,779                    | 735,912        |                  |
| 1934 | 2,059,326      | 152,064        | 1,098,270      | 461,834      | 636,436        | 電灯業その他 139,656                          | 社債差損金 107,097 雑損償却金 62,677  | 552,265        |                  |
| 1935 | 2,148,691      | 192,896        | 1,262,857      | 476,909      | 785,948        | 電灯業その他 323,968                          | 社債差損金 20,211 償却金 87,750       | 424,268        |                  |
| 1936 | 2,351,778      | 160,175        | 1,269,517      | 454,680      | 814,837        | 電灯業その他 298,466                          | 償却金雑損 80,561                     | 399,657        |                  |
| 1937 | 2,486,795      | 177,216        | 1,317,161      | 508,108      | 809,053        | 自動車電灯業 275,391                          | 償却金 35,722 雑損 19,370             | 361,344        |                  |
| 1939 | 3,391,024      | 275,251        |                |              |                |                                               |                                       |                |                  |
| 1941 | 5,342,295      | 356,003        |                |              |                |                                               |                                       |                |                  |
| 1943 | 4,185,555      | 252,201        |                |              |                |                                               |                                       |                |                  |

- 鉄道院年報、鉄道院鉄道統計資料、鉄道省鉄道統計資料、鉄道統計資料、鉄道統計各年度版